# Changement radical
Changement radical (en espagnol : Cambio Radical) est un parti politique colombien de droite.
Il se crée en 1998, quand des membres du Parti libéral colombien se séparent du parti. Il évolue vers des positions plus conservatrices et fait partie avec le Parti conservateur colombien et le Parti social d'unité nationale de la majorité qui soutient le président Álvaro Uribe, puis son successeur Juan Manuel Santos.
Le parti est régulièrement éclaboussé par des affaires criminelles ou relatives à des faits de corruption,. Le 16 janvier 2017 l'ancien gouverneur de La Guajira, « Kiko » Gómez, du parti Cambio Radical, est condamné à 55 ans de prison pour avoir commandité à une bande criminelle locale plusieurs assassinats. Il s'agit de la peine la plus lourde prononcée contre une personnalité politique en Colombie.